# الهجوم على مرقد سبع الدجيل
هجوم 8 يوليو/تموز هو هجوم وقع في يوم الجمعة 8 يوليو عام 2016م، ولقد راح ضحيته 56 شخصا قتلوا وجرح نحو 70 آخرين، إثر تفجيرين على الأقل في محيط مرقد سيد محمد (سبع الدجيل) في قضاء بلد جنوب محافظة صلاح الدين الواقعة شمال العاصمة بغداد. ويشتبه إن تنظيم الدولة الإسلامية استهدف مرقد سيد محمد (ابن الإمام علي الهادي) بقذائف مدافع الهاون، وأعقبه هجوم ثلاثة انتحاريين قد تم إطلاق النار عليهم، وعندها فجّر اثنان منهم نفسيهما عند سوق بجانبِ المرقد بينما قُتل الانتحاري الثالث.
وأعلن تنظيم الدولة الإسلامية مسؤوليته عن الهجوم.

## وقائع
تجاوز المهاجمين الحواجز الإسمنتية المخصصة لحماية المرقد وادّعيا أنهما من الحشد الشعبي، قبل أن يفجرا نفسيهما،
القوات العراقية طوقت المرقد، وفرضت حظر التجول في بلد وفي مدينتي الضلوعية وسامراء القريبتين منها. وبالتزامن مع الاستنفار الأمني في المدينة، حلقت طائرات حربية عراقية في المنطقة.
وقد أصدر زعيم التيار الصدري مقتدى الصدر توجيها لمليشيا سرايا السلام التابعة للتيار بالتوجه إلى بلد لحماية المرقد الشيعي، وذلك في بيان أصدره بعيد الهجوم.
ووقع الهجوم في وقت تحاول فيه القوات العراقية طرد مقاتلي تنظيم الدولة الإسلامية (داعش) من معاقلهم الأخيرة في محافظة صلاح الدين.
قالت قيادة العمليات المشتركة في بيان أن قصفا بقذائف الهاون استهدف مرقد السيد محمد ابن الإمام الهادي المعروف ب«سبع الدجيل» والواقع في قضاء بلد بمحافظة صلاح الدين على بعد حوالى 80 كلم شمال العاصمة، تلاه اقتحام مجموعة من المسلحين الانتحاريين المرقد حيث أطلقوا النار

## خلفية
يأتي هذا الهجوم بينما حذرت الأمم المتحدة من احتمال تجدد الاقتتال الطائفي الذي اندلع بعد غزو العراق في عام 2003.
يذكر أن تفجيرا استهدف مرقد الإمامين العسكريين (علي الهادي والحسن العسكري) في سامراء في عام 2006 بمحافظة صلاح الدين.

## ردود الفعل
دول عديدة أدانت الهجوم الإرهابي الذي تعرض له مرقد السيد محمد (سبع الدجيل) شمال بغداد.